# Chilches
Chilches (in valenciano Xilxes), è un comune spagnolo di 2 347 abitanti situato nella comunità autonoma Valenciana.

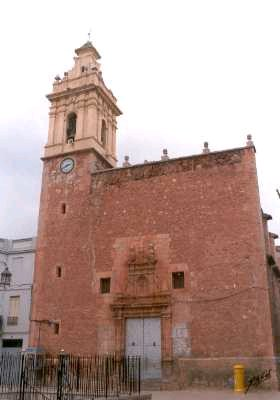
La chiesa parrocchiale